# Balatonszentgyörgy
Balatonszentgyörgy (hongrois : Balatonszentgyörgy [ˈbɒlɒtonˌsɛndɟørɟ] ; allemand : Sankt Georgen am Plattensee) est une localité hongroise située dans le comitat de Somogy, au bord du lac Balaton.

## Site et localisation

### Topographie et hydrographie
Balatonszentgyörgy est la commune la plus occidentale de la rive sud du lac Balaton. Elle se situe à la jonction du lac et des zones humides du Petit Balaton, en bordure du territoire protégé du parc national du Haut-Balaton. Le territoire communal s'étend entre les collines de Somogy, les plaines alluviales de la Zala, et le rivage du lac, où cette rivière se jette dans le Balaton.
Le village s'est développé dans une plaine ouverte entre le cours inférieur de la Zala et le sud du Balaton. Depuis la hauteur du Somosi-domb, à l'approche par la route principale, le paysage offre une vue panoramique sur le plan d'eau et le bourg.

## Histoire
Le territoire de Balatonszentgyörgy est occupé de longue date : des vestiges antiques et de l'époque des grandes invasions témoignent de l'existence d'un ancien point de traversée du Balaton entre Fenékpuszta et Besenyő, village médiéval aujourd'hui disparu. Ce dernier, mentionné au Moyen Âge et situé entre l'actuelle gare et la rue József Egry, a livré au XXe siècle des restes d'habitat des XVe–XVIe siècles.
Le nom de Szentgyörgy apparaît dès 1298 dans les archives, en lien avec une première église paroissiale établie à l'emplacement du cimetière. Aux XVe et XVIe siècles, la localité est divisée entre plusieurs hameaux et domaines : Egyházas-Szentgyörgy, Sárköz-Szentgyörgy (probablement l'ancien Besenyő), ainsi que Bar et Battyán. Ce dernier, aujourd'hui hameau de la commune, était à l'origine un village distinct, attesté dès 1261, et dont le bac vers Fenékpuszta assurait un passage majeur entre le sud du Balaton et Keszthely.
L'occupation ottomane conduit à la destruction des villages de la région vers 1566. La population trouve refuge dans les roselières du lac. Après la reconquête, en 1699, la réinstallation est lente : huit familles sont recensées à Balatonszentgyörgy. La commune n'est officiellement constituée qu'en 1722, à partir de l'ancien domaine de Balatonberény, bientôt racheté par la famille Festetics.
Au XVIIIe siècle, le bac de Vörs est déplacé à Battyánpuszta, puis à Balatonszentgyörgy en 1823. En 1839, le comte László Festetics y fait ériger le Csillagvár, bâtiment en étoile d'inspiration militaire, ainsi qu'un pont traversant le Balaton. Une confrérie de pêcheurs est active dès le début du XIXe siècle.
La localité se modernise à partir de la seconde moitié du siècle : la gare est construite entre 1858 et 1861, plusieurs lignes secondaires y sont ensuite rattachées, faisant du village un nœud ferroviaire important. Une école, une briqueterie, un centre médical et des infrastructures communautaires sont progressivement établis.
Pendant la Seconde Guerre mondiale, la commune est occupée par des troupes allemandes. Une ligne de front se forme autour de la gare et du domaine de Battyán, transformé en hôpital militaire. La guerre prend fin le 30 mars 1945. Un monument commémoratif érigé dans le jardin de l'église rappelle les 47 victimes locales.
Sous le régime socialiste, Balatonszentgyörgy devient un centre administratif et coopératif local. Le château de Battyán, construit en 1891 par l'intendant Sándor Sváb, est nationalisé et accueille une usine de traitement du roseau. Un musée est installé au Csillagvár en 1959. Le réseau d'eau, de gaz, d'assainissement et les services publics sont progressivement mis en place entre 1970 et 2000.
Depuis les années 1990, la commune connaît un renouveau institutionnel, culturel et résidentiel. Balatonszentgyörgy assure des fonctions de centralité pour les villages voisins, tout en attirant de nombreux visiteurs grâce au Csillagvár, au Petit Balaton et à son patrimoine rural.

## Population

### Minorités culturelles et religieuses
Selon le recensement de 2011, 79,7 % des habitants de Balatonszentgyörgy se déclaraient de nationalité hongroise, 3,4 % d'origine allemande, 2,6 % roms et 0,3 % roumains, tandis que 18,2 % n'ont pas répondu à la question sur l'appartenance ethnique. (Les identités multiples étant permises, le total peut dépasser 100 %.) Du point de vue religieux, 61,6 % de la population se disait catholique romaine, 1,9 % réformée, 0,9 % évangélique et 0,2 % grecque-catholique ; 6,7 % déclaraient n'avoir aucune religion, et 27,9 % ne se sont pas prononcés.
Lors du recensement de 2022, 80,7 % des habitants se sont identifiés comme Magyars, 6,6 % comme Allemands, 1,3 % comme Roms, et 0,1 % pour chacun des groupes suivants : Serbes, Croates, Bulgares, Russyns, Ukrainiens, Roumains et Slovènes. 1,9 % ont mentionné une autre nationalité non hongroise, et 14,5 % n'ont pas répondu. En termes de croyance religieuse, 48,7 % des habitants se déclaraient catholiques romains, 1,7 % évangéliques, 1,5 % réformés, 0,4 % grecs-catholiques, et 1,5 % autres chrétiens ; 8,2 % se disaient sans confession, tandis que 37,1 % n'ont pas répondu à cette question.

## Équipements

### Réseaux extra-urbains

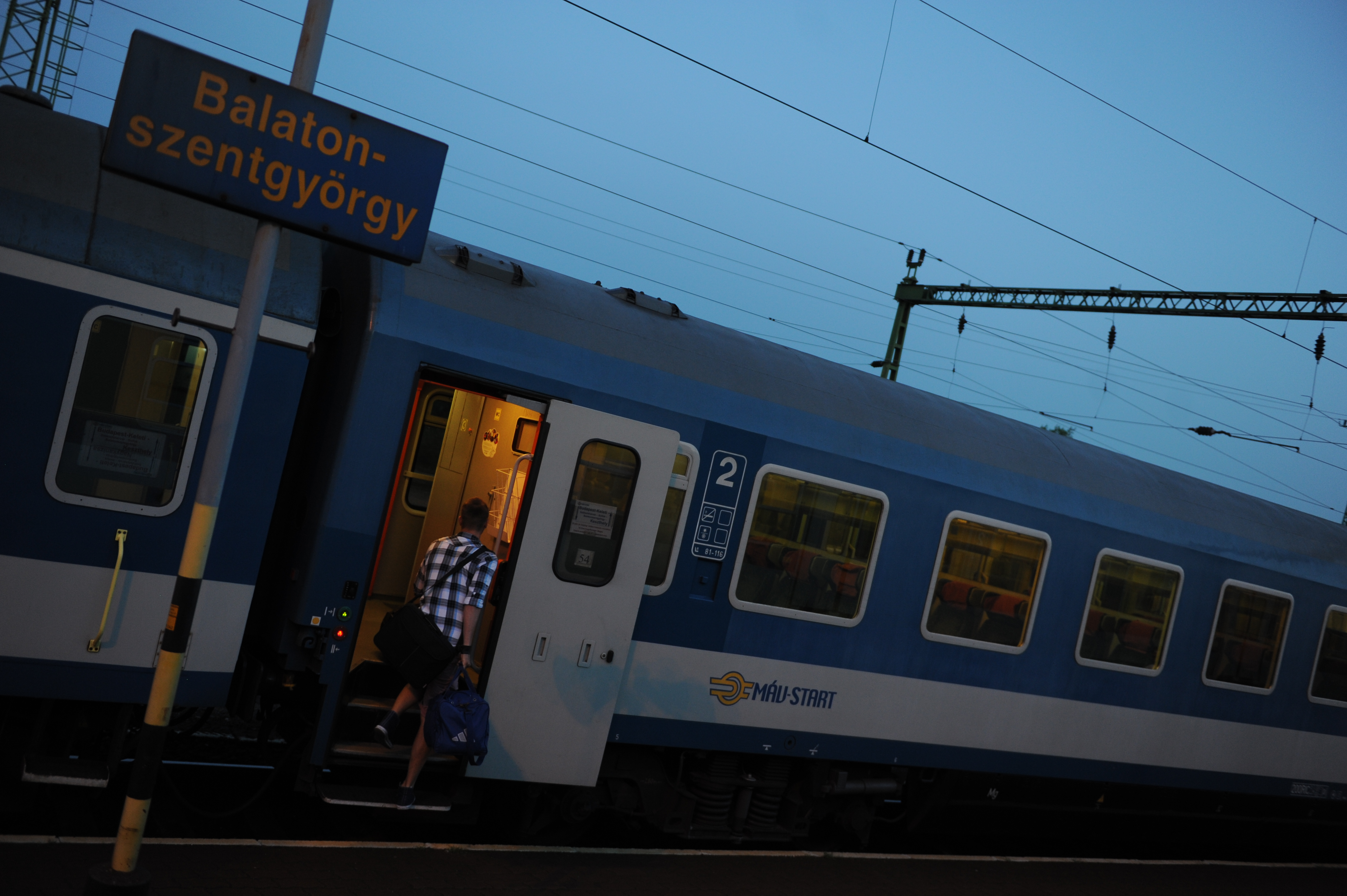
Train en gare de Balatonszentgyörgy.

Balatonszentgyörgy est un point de passage important entre les régions du sud-ouest hongrois et la rive méridionale du Balaton. Elle est traversée par la route nationale 76, qui se détache de la route 7 (axe Budapest–Nagykanizsa) au sud du centre du village et conduit vers Zalaegerszeg. Elle est également accessible par la route secondaire 7501 au sud, et par la voie 7119 en provenance de Balatonkeresztúr.
La commune dispose d'une gare ferroviaire sur la ligne principale Budapest–Murakeresztúr. Elle est également le point de départ de deux lignes régionales : l'une en direction de Tapolca et Ukk, l'autre vers Somogyszob, ce qui fait de Balatonszentgyörgy un nœud ferroviaire régional depuis la fin du XIXe siècle.

## Patrimoine local

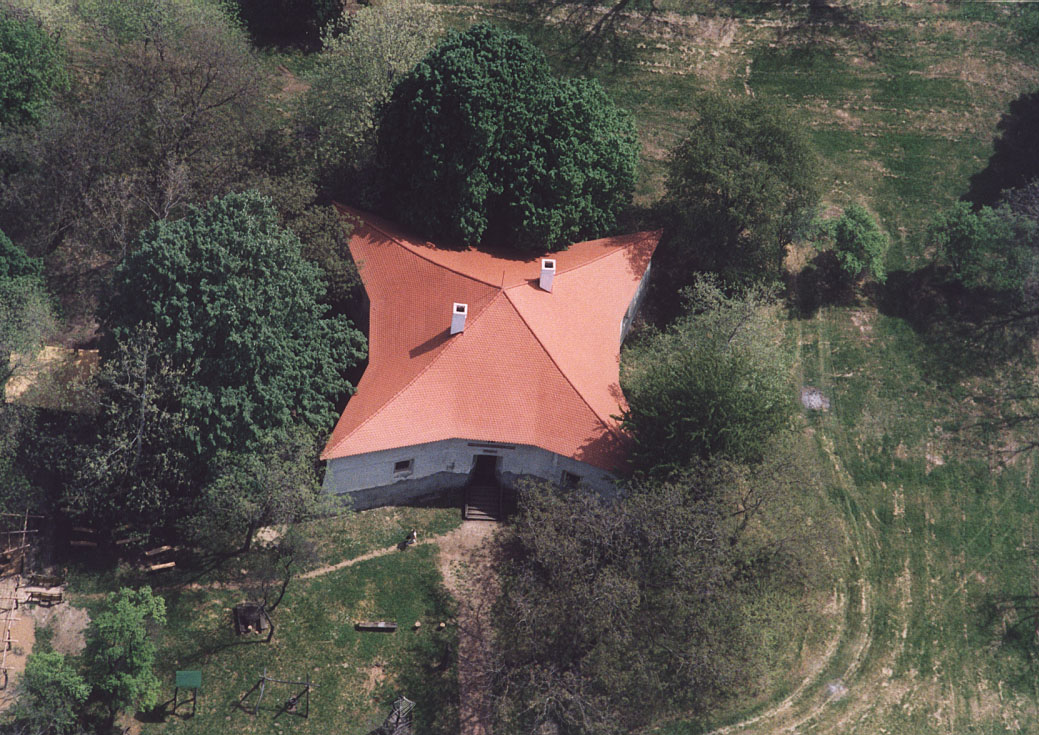
Le Csillagvár.

Le principal site patrimonial de Balatonszentgyörgy est le Csillagvár, une maison de chasse fortifiée érigée en 1820–1821 par le comte László Festetics sur une hauteur à 2,5 km au sud-est du village. Son plan en étoile à quatre branches, qui lui donne son nom (« château de l'étoile »), et son style néo-médiéval ont été complétés dès 1825 par un fossé et un remblai, renforçant l'apparence défensive de l'édifice. Classé monument historique en 1957, le site propose aujourd'hui plusieurs expositions permanentes : scènes de la vie militaire en Somogy au temps de l'occupation ottomane (XVIe siècle), costumes de hussards hongrois, objets du monde rural, ainsi qu'un espace muséographique dédié aux enfants. Le parc attenant, aménagé avec des sculptures, des animaux domestiques hongrois, un petit atelier de forgeron et un espace de jeux à thème médiéval, constitue un lieu d'activités prisé. 

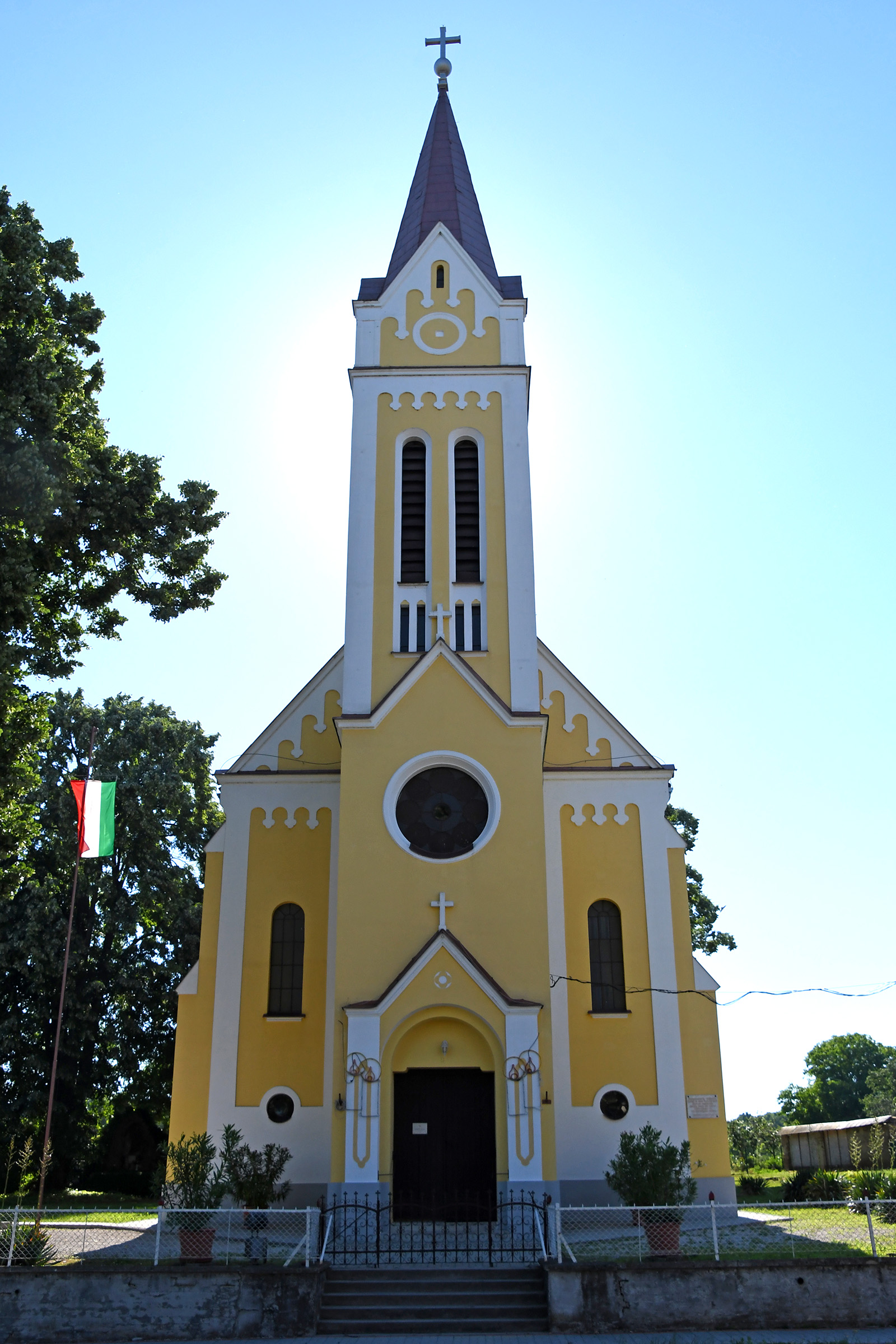
L'église Saint-Georges.

La commune conserve également un musée ethnographique (tájház) présentant deux expositions permanentes : une reconstitution d'intérieur paysan et une collection consacrée à l'enfance en milieu rural dans le Somogy. 
Enfin, l'église catholique romaine, placée sous le patronage de saint Georges, donne son nom à la localité. Elle occupe une position dominante dans le paysage urbain.

## La localité dans les représentations
La commune est évoquée de manière indirecte dans le premier roman de l'humoriste hongrois Tibor Bödőcs, Meg se kínáltak, qui fait défiler une série de lieux du pays zalien ; Balatonszentgyörgy y apparaît au chapitre 35.